# Hvannstaðafjallgarður
Hvannstaðafjallgarður är ett berg i republiken Island. Det ligger i regionen Norðurland eystra, 300 km nordost om huvudstaden Reykjavík. Toppen på Hvannstaðafjallgarður är 771 meter över havet.
Trakten runt Hvannstaðafjallgarður är nära nog obefolkad, med mindre än två invånare per kvadratkilometer. Det finns inga samhällen i närheten. Trakten runt Hvannstaðafjallgarður består i huvudsak av gräsmarker.